# فرانس فن در وین
فرانس فن در وین (هلندی: Frans van der Veen؛ ۲۵ مارس ۱۹۱۹ – ۴ مهٔ ۱۹۷۵) یک بازیکن فوتبال اهل هلند بود.

## تیم ملی
وی همچنین در تیم ملی فوتبال هلند بازی کرده است.